# Xã Vermillion, Quận LaSalle, Illinois
Xã Vermillion (tiếng Anh: Vermillion Township) là một xã thuộc quận LaSalle, tiểu bang Illinois, Hoa Kỳ. Năm 2010, dân số của xã này là 387 người.